# Protocollen van de wijzen van Sion
De Protocollen van de wijzen van Sion zijn een fictief verslag van een vergadering van joodse leiders, die in 1897 zou hebben plaatsgevonden in Bazel.
Deze joodse leiders (wijzen van Sion) zouden bijeen zijn gekomen om de christelijke maatschappij omver te werpen. Ook zouden zij plannen hebben gesmeed voor een joodse wereldheerschappij; de "Protocollen" beschrijven hoe deze verwezenlijkt zou moeten worden. Het geschrift werd en wordt daarom graag geciteerd door antisemieten om er het 'joodse gevaar' mee aan te tonen.
Omdat de Protocollen ook de vrijmetselarij vernoemen, achtte men het bestaan van een Joods-maçonnieke samenzwering bewezen.

## Voorgeschiedenis
De oorsprong ligt in een tegen de Franse keizer Napoleon III gericht strijdschrift, getiteld: Dialoog in de hel tussen Montesquieu en Machiavelli. Dit werd geschreven in 1864 (en uitgegeven in Brussel) door de naar België uitgeweken Franse advocaat Maurice Joly, die hiermee de machtshonger, antisociale ideeën en imperialistische houding van Napoleon III hekelde. Via een Russische diplomaat kwam de tekst veel later onder de aandacht van de Ochrana, de Russische geheime dienst, die het uitstekend kon gebruiken in zijn politiek om de joden aan te wijzen als zondebok voor de rampzalige toestanden op dat moment in het Russische Rijk.
Een andere bron voor de Protocollen is de roman "Biarritz" uit 1868 van Hermann Ottomar Friedrich Goedsche, een Pruis die schreef onder de naam Sir John Retcliffe. 

## Samenstelling van de Protocollen
Men selecteerde ongeveer de helft van de tekst van dit geschrift, verving daar overal Napoleon III door joden en Frankrijk door wereld, en voegde er nog een aantal stukken tekst van eigen makelij aan toe. In die tijd, het eind van de 19e eeuw, kwam de beweging van het zionisme op gang en de Russische opstellers van de Protocollen speelden hier handig op in. Men beweerde dat bijeenkomsten en congressen die Theodor Herzl, onder anderen, organiseerde in werkelijkheid bijeenkomsten van joodse samenzweerders waren die plannen smeedden om de wereld in hun macht te krijgen.
In 1905 werd het pamflet in Rusland gepubliceerd door de Rus Sergej Niloes, een agent van de Ochrana. Russische conservatieven en ook de Russisch-Orthodoxe Kerk gebruikten onmiddellijk deze Protocollen als rechtvaardiging voor hun antisemitische doeleinden. Al snel werd echter duidelijk dat de Protocollen verzonnen waren.

## Invloed
Gedurende de hele 20e eeuw hebben antisemitische bewegingen in Duitsland, Oost-Europa, de Verenigde Staten en in verschillende Arabische landen met grote gretigheid van de Protocollen gebruikgemaakt, ten behoeve van antisemitische maatregelen om "het joodse gevaar in te dammen". Bij verschillende uitingen van antisemitisme, ook tegenwoordig nog, duiken de Protocollen steeds weer op. Een recent voorbeeld is het handvest van de Palestijnse beweging Hamas, waar veelvuldig uit de Protocollen van Sion geciteerd werd om de "zionistische samenzwering" aan te tonen. In het convenant van 2017 echter werden deze referenties verwijderd. In het Midden-Oosten wordt door velen niet getwijfeld aan de echtheid van de Protocollen en die zijn dan ook op grote schaal verkrijgbaar als "historische literatuur".

## Uitgaven
Een Amerikaanse uitgave van de Protocollen werd in 1920 gepubliceerd in de krant The Dearborn Independent van autofabrikant Henry Ford. De protocollen samen met andere antisemitische krantenartikelen uit The Dearborn Independent werd door Ford later in boekvorm uitgebracht onder de titel The International Jew (De Internationale Jood). In 1927 bood hij echter publiekelijk zijn excuses aan, nadat hij was aangeklaagd wegens smaad vanwege zijn antisemitische uitlatingen. Daarop gaf Ford toe dat het om een vervalsing ging, en gaf hij opdracht om verdere uitgave van krant en boek stop te zetten. Hij sprak later echter wel zijn waardering uit voor nazi-Duitsland.
In 1922 publiceerde de schrijver Ludwig Müller von Hausen onder het pseudoniem Gottfried zur Beek een Duitse vertaling. Die verscheen op een uiterst gevoelig moment, na het Verdrag van Rapallo, dat door uiterst rechts werd gezien als een samenzwering van Duitse en Russische joden, en de moord op Walther Rathenau. Ze gaf voeding aan een groeiend antisemitisme dat verder zou worden ontwikkeld door Adolf Hitler en zijn NSDAP.
Een meermaals uitgegeven versie is de Franstalige versie van R. Lambelin vanaf november 1967 door Faëz Ajjaz bij de Presses Islamiques de Beyrouth. Ajjaz beweerde correspondent te zijn van het Franse persagentschap AFP en men vermoedt dat hij een Syriër is die nauwe banden onderhield met Saoedi-Arabië en zowel islamisten als Palestijnse terroristen in Libanon. De uitgever heeft andere antisemitische boeken op zijn lijst staan en wordt door het Belgisch gerecht ook in verband gebracht met extreemrechts in Vlaanderen (Westland New Post, de Bende van Nijvel en Latinus). Ajjaz zou ook wapens geleverd hebben aan de extreemlinkse en Palestijnse terreurbewegingen in Libanon.
In Duitsland is verbreiding van het boek strafbaar.

### Nederland en België
In Nederland verscheen in 1938 een vertaling van de hand van Jan Stoutenburg (pseudoniem van de NSB'er Johan Nijsse) met een inleiding van de pro-Duitse wiskundige Pieter Molenbroek. Beide mannen waren actief in het Comité tot Bestudering van het Joodsche vraagstuk dat de brochure uitgaf. Een herdruk verscheen nog hetzelfde jaar; tegelijkertijd werd het boekje ook in België uitgegeven door de anti-joodse organisatie Volksverwering te Antwerpen-Borgerhout. Tussen 1941 tot 1943 verschenen nog eens vijf uitgaven, waarvan de eerste verzorgd door het antisemitische blad De Misthoorn, de overige door de nationaalsocialistische uitgeverij Westland te Amsterdam. Een jaar eerder al verscheen een vertaling van de hand van de nationaalsocialisten Lode Welter en Emiel Francken onder de titel Het Jodendom ontmaskerd als aartsvijand. Een vertaling uit het Engels, die sinds 1933 op de plank lag, verscheen in 1941 bij de Vlaamse uitgever Joris Lannoo uit Tielt. Daarnaast is er nog een vierde uitgave uit de oorlogsjaren. Een Franstalige editie verscheen in 1935.
Aan het einde van de twintigste eeuw gingen de Protocollen een nieuw leven leiden in de New Age-beweging en bij aanhangers van complottheorieën. De evangelisch gezinde auteur Robin de Ruiter publiceerde in 2007 De Protocollen van de Wijzen van Sion – Ontsluierd, dat in 2017 werd opgenomen in zijn trilogie De 13 Satanische bloedlijnen: De oorzaak van veel ellende en kwaad op aarde. Deze trilogie werd vertaald in het Engels, Duits, Frans, Spaans, Turks en een handvol Slavische talen. 
De Ruiter sluit aan bij de esotherische theorieën van extreemrechtse auteurs als Jan Udo Holey (alias Jan van Helsing, Geheimgesellschaften, 1995), Stefan Erdmann (Geheimnisakte Bundeslade, 2005) en David Icke (The Robot's Rebellion, 1994; And the truth shall set you free, 1995). Hij betoogt dat joden en vrijmetselaars deel uitmaken van een wereldwijde samenzwering onder leiding van de Illuminati. De stichter van dit geheime genootschap Adam Weishaupt zou de tekst in 1785 hebben geschreven als basis voor een programma dat later werd uitgevoerd. De joden dienden daarbij als zondebok om de aandacht van de werkelijke plannen van de Illuminati af te leiden. In het verlengde daarvan stelt hij de Illuminati echter gelijk aan de Zionisten onder leiding van de bankiersfamilie Rothschild, die Hitler in het zadel zouden hebben geholpen en voor de Holocaust verantwoordelijk zouden zijn. Andere auteurs gebruiken deze argumentatie om de Holocaust volledig te ontkennen. 
In een bijlage bij zijn boek geeft De Ruiter een samenvatting van de protocollen in 22 programpunten, ontleend aan de Engelse vertaling van een pamflet van W. Creutz, Le péril juif. Les protocols des Sages de Sion (Parijs 1934). In het voetspoor hiervan verschenen in 2014 ook online-uitgaven van het oorspronkelijke pamflet. De samenvatting werd in 2020 in het kader van de coronacrisis samen met andere teksten uit de Protocollen op sociale media verspreid, waarbij werd betoogd dat de wereldwijde maatregelen ter beteugeling van de pandemie onderdeel zouden uitmaken van het oorspronkelijke plan van de Illuminati.

## Mensen die refereren aan 'de Protocollen'.
De Nederlandse 'wijsheidspreker' Marcel Messing refereert regelmatig aan 'de Protocollen'.
De meditatieleider en influencer Tijn Touber riep kijkers op om 'de Protocollen' te lezen.

## Hoofdstukken van het boek
- Protocol I: De hoofddoctrine
- Protocol II: Economische oorlogen
- Protocol III: Overwinningsmethoden
- Protocol IV: Materialisme vervangt religie
- Protocol V: Despotisme en moderne vooruitgang
- Protocol VI: Overnametechniek
- Protocol VII: Wereldwijde oorlogen
- Protocol VIII: Provisionele regering
- Protocol IX: Heropvoeding
- Protocol X: Voorbereiding op macht
- Protocol XI: De totalitaire staat
- Protocol XII: Controle over de pers
- Protocol XIII: Afleidingen
- Protocol XIV: Aanval op religie
- Protocol XV: Meedogenloze onderdrukking
- Protocol XVI: Hersenspoeling
- Protocol XVII: Machtsmisbruik
- Protocol XVIII: Gevangenname van tegenstanders
- Protocol XIX: Heersers en mensen
- Protocol XX: Financieel programma
- Protocol XXI: Leningen en krediet
- Protocol XXII: De macht van goud
- Protocol XXIII: Indoctrinatie van respect
- Protocol XXIV: Kwaliteiten van de heerser

## Tekst
- De Protocollen van de Wijzen van Sion, tekstvertaling door Johan Nijsse (pseud. Jan Stoutenburg), met een inleiding van Pieter Molenbroek, uitg. door het Comité tot Bestudeering van het Joodsche Vraagstuk, Driebergen en Antwerpen Borgerhout z.j. [1938], 2e dr. 1938, 3e dr.  Amsterdam: De Misthoorn 1941 (hier in Het Geheugen van Nederland), etc.
- Het Jodendom ontmaskerd als aartsvijand, vert. Lode Welter en Emiel Francken, Kortrijk: Vermaut 1937
- Protocollen van de samenkomsten der wijze ouderlingen van Sion,  met een inleiding van Victor E. Marsden, Tielt: Lannoo en Den Haag: Residentiebode 1941 (Het Jodenvraagstuk, dl. 2) (uit het Engels)
- Protocollen van de geleerde Oudsten van Zion, z.pl. z.j. [ca. 1940-1944]